# Charles-Auguste Marande
Pour les articles homonymes, voir Marande.
Charles-Auguste Marande est un négociant en coton et collectionneur d'œuvres d'art français né le 22 décembre 1858 à Benfeld et mort le 1er septembre 1936 au Havre. Le fondateur en 1907 de l'École pratique coloniale du Havre, puis en 1908 de la Ligue coloniale du Havre, il se constitue à cette même époque une collection privée d'art moderne, notamment de tableaux fauves. Léguée à la ville à sa disparition, cette collection constitue aujourd'hui une importante partie de celle du musée d'art moderne André-Malraux.

## Quelques tableaux du legs de 1936, actuellement aumusée d'art moderne André-Malraux

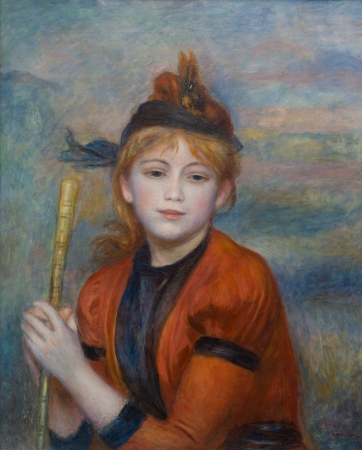
L'Excursionniste d'Auguste Renoir, acquise en 1907.
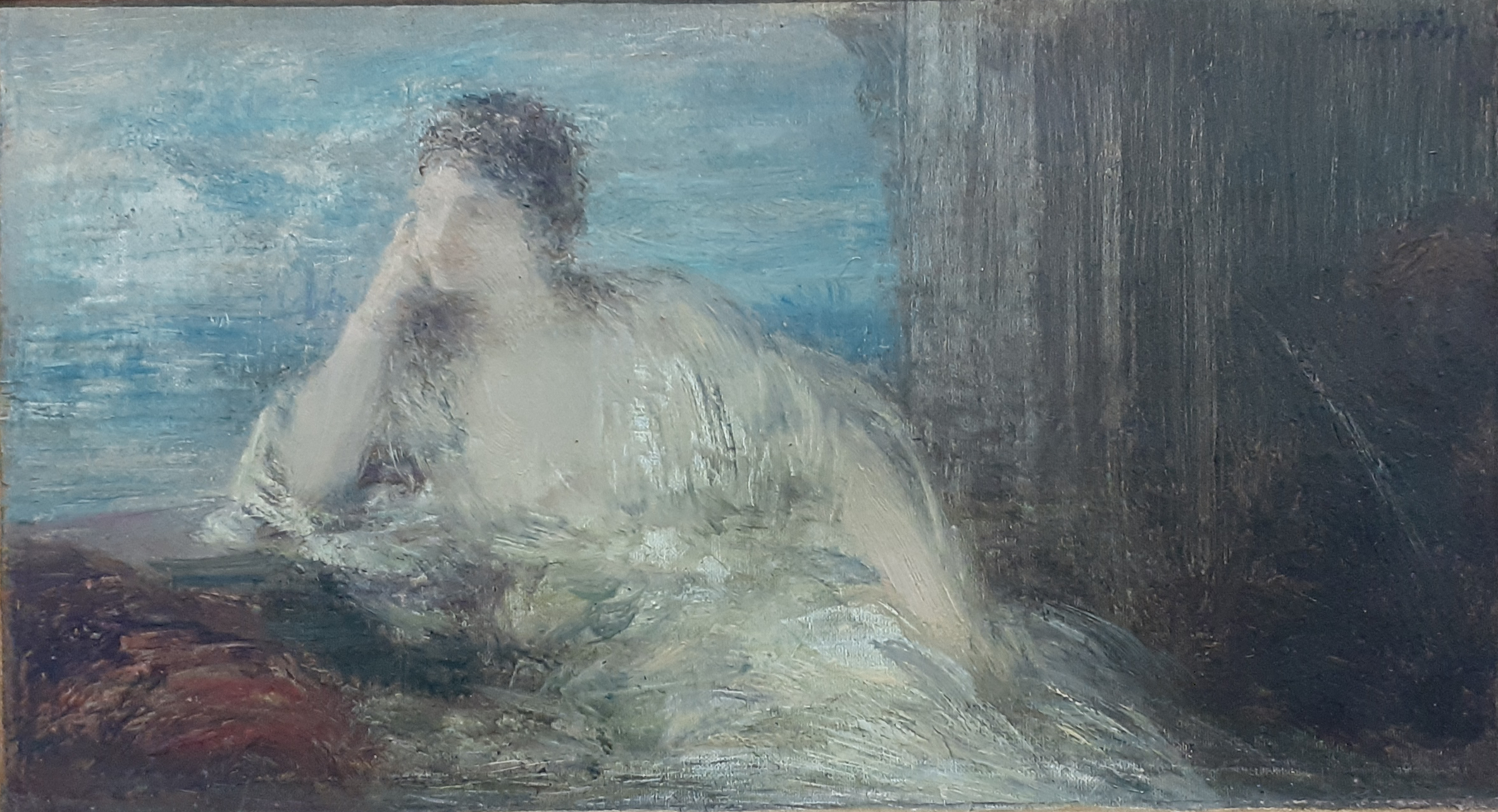
La captive d'Henri Fantin-Latour
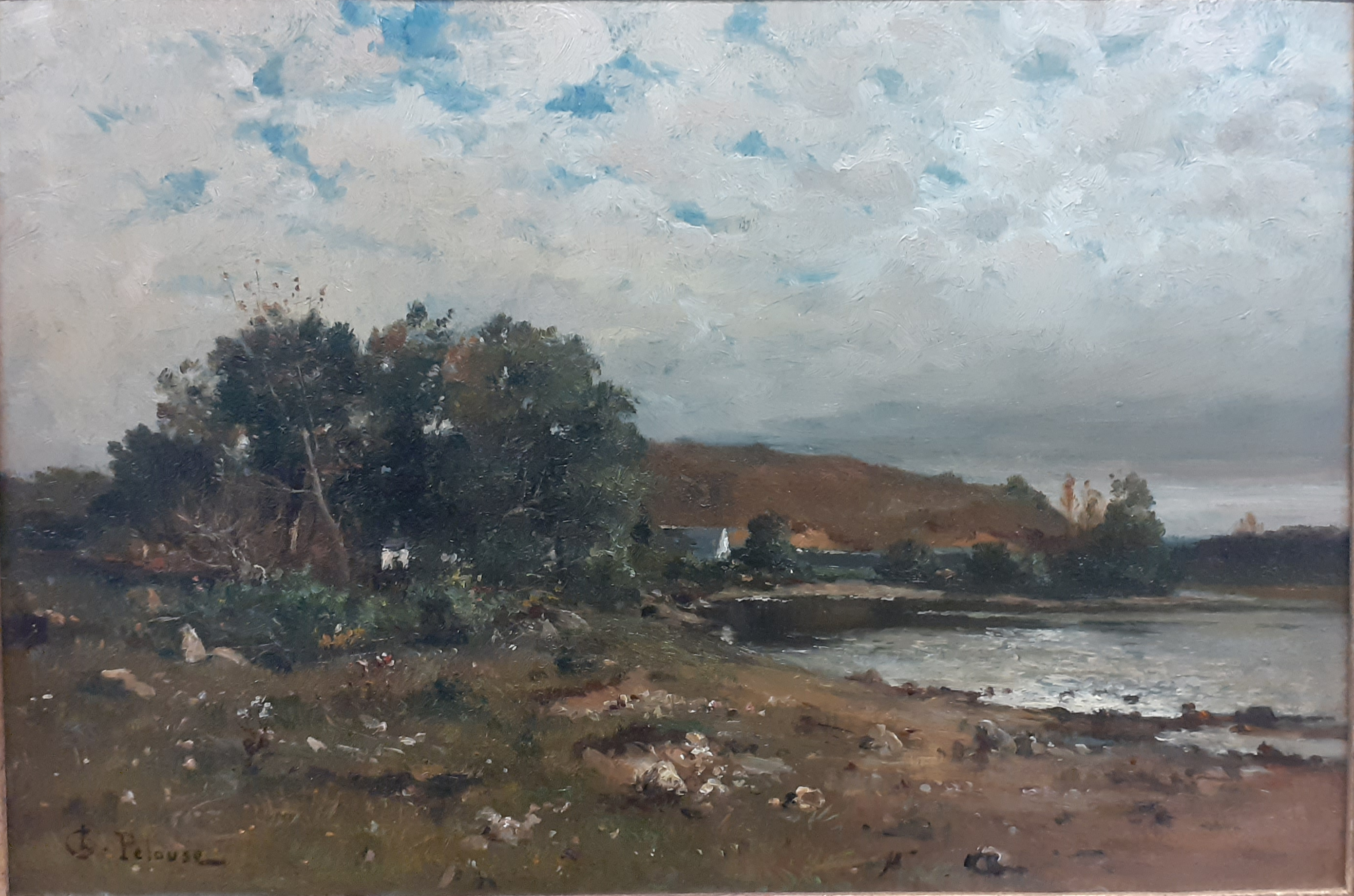
La Rivière (l'étang de Rochefort-en-Terre) par Léon Germain Pelouse.
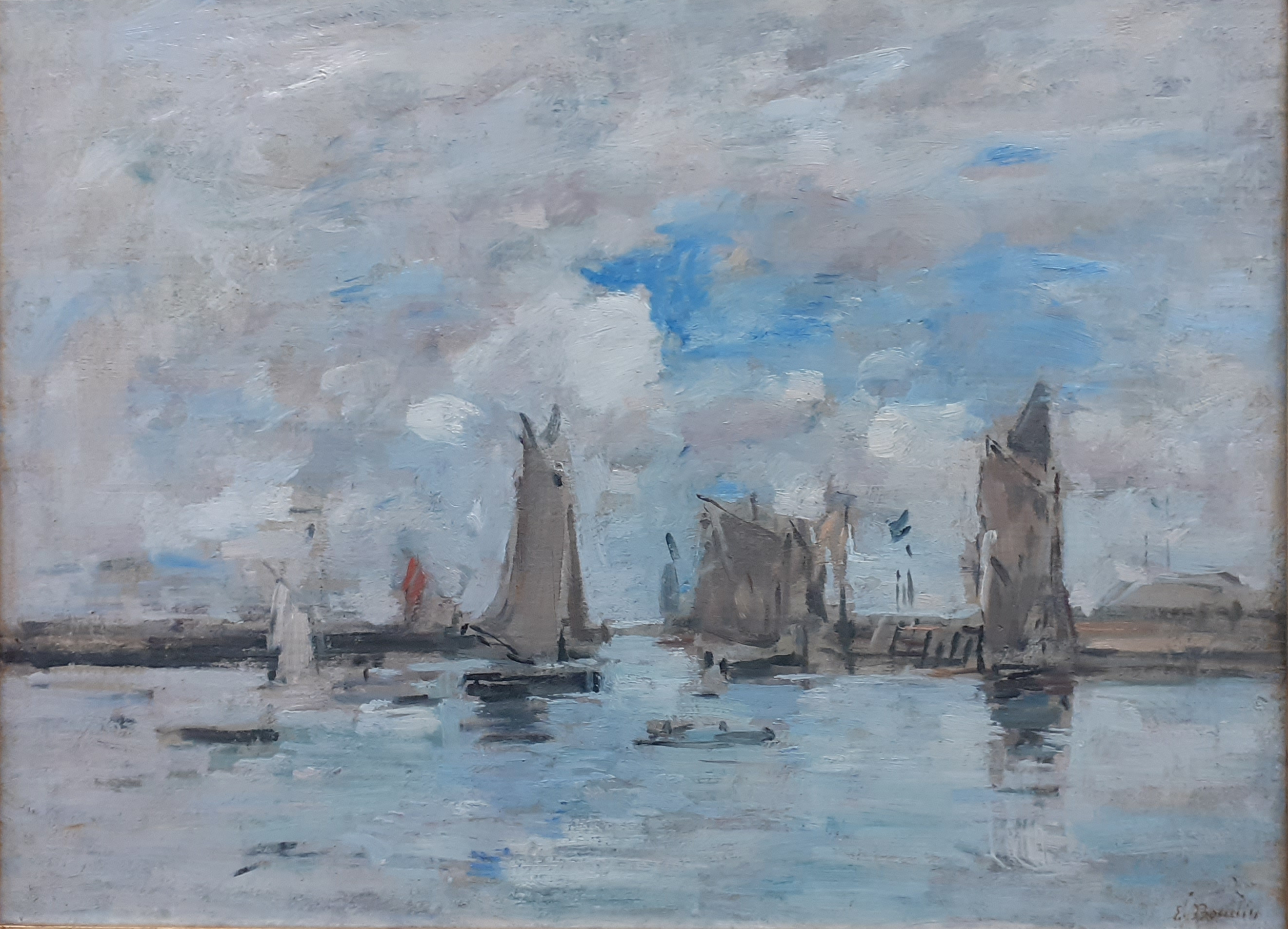
L'entrée du port de Trouville à marée haute par Eugène Boudin
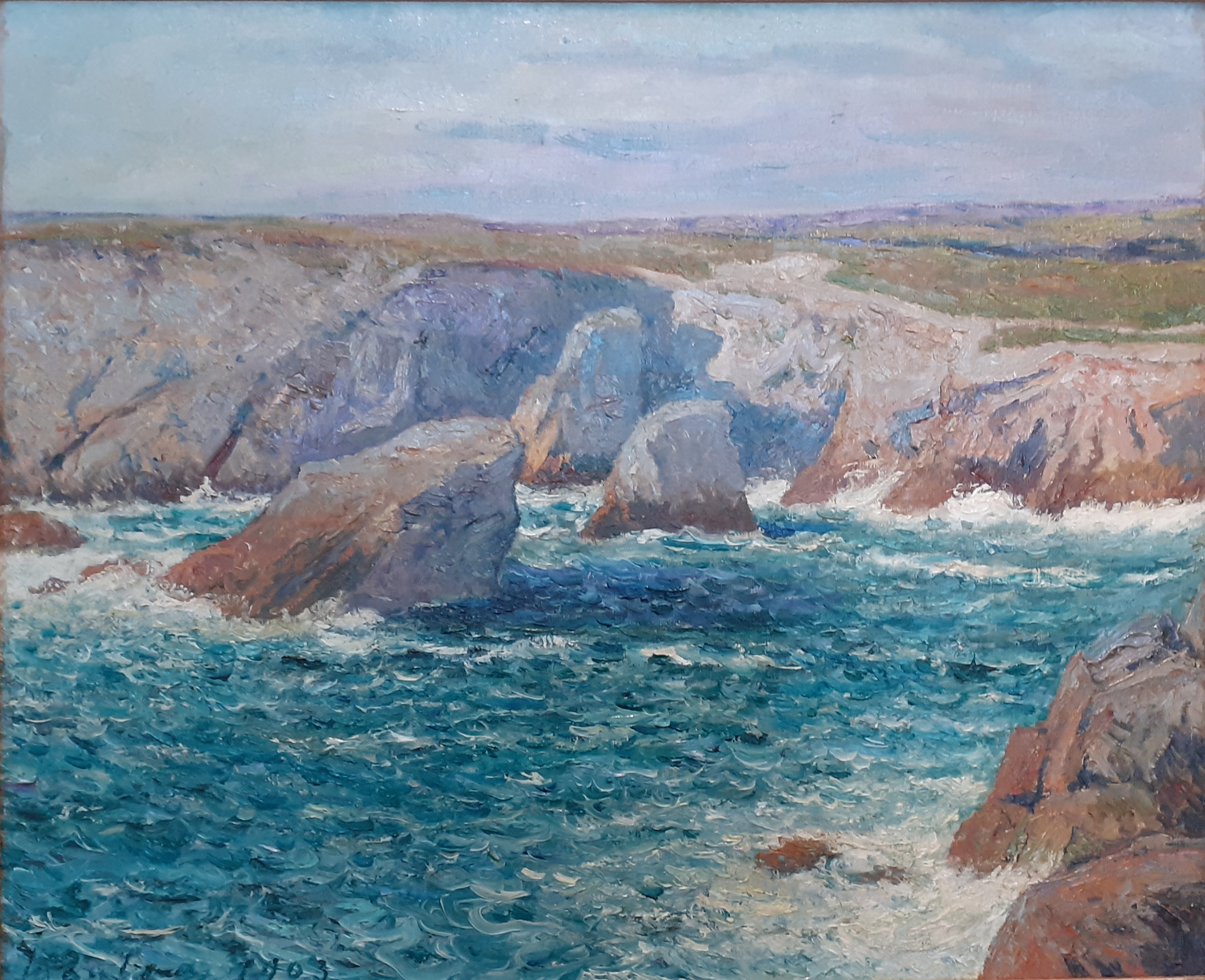
La Crique, côte sauvage, Quiberon par Maxime Maufra
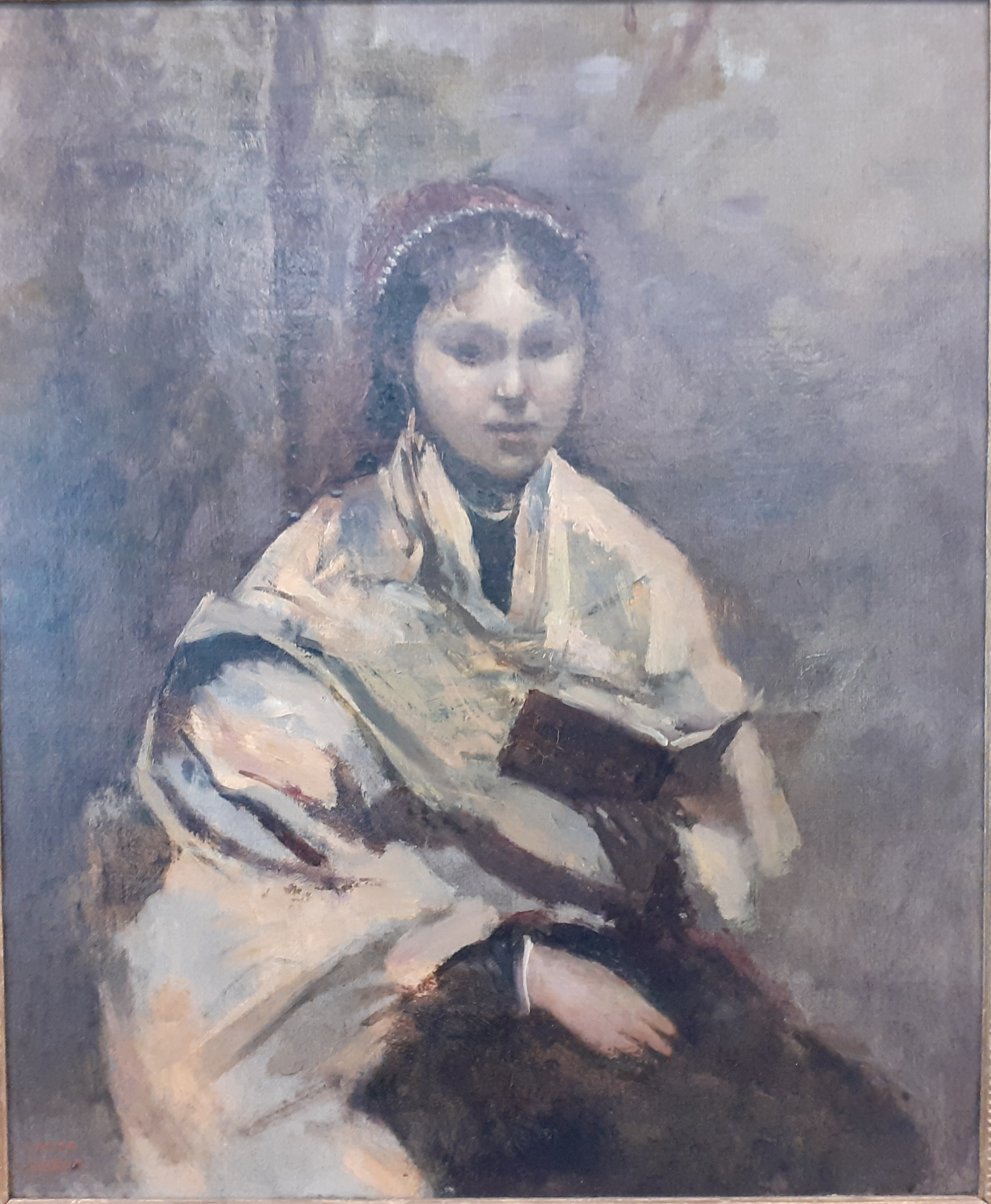
Jeune Fille assise, un livre à la main par Jean-Baptiste Camille Corot
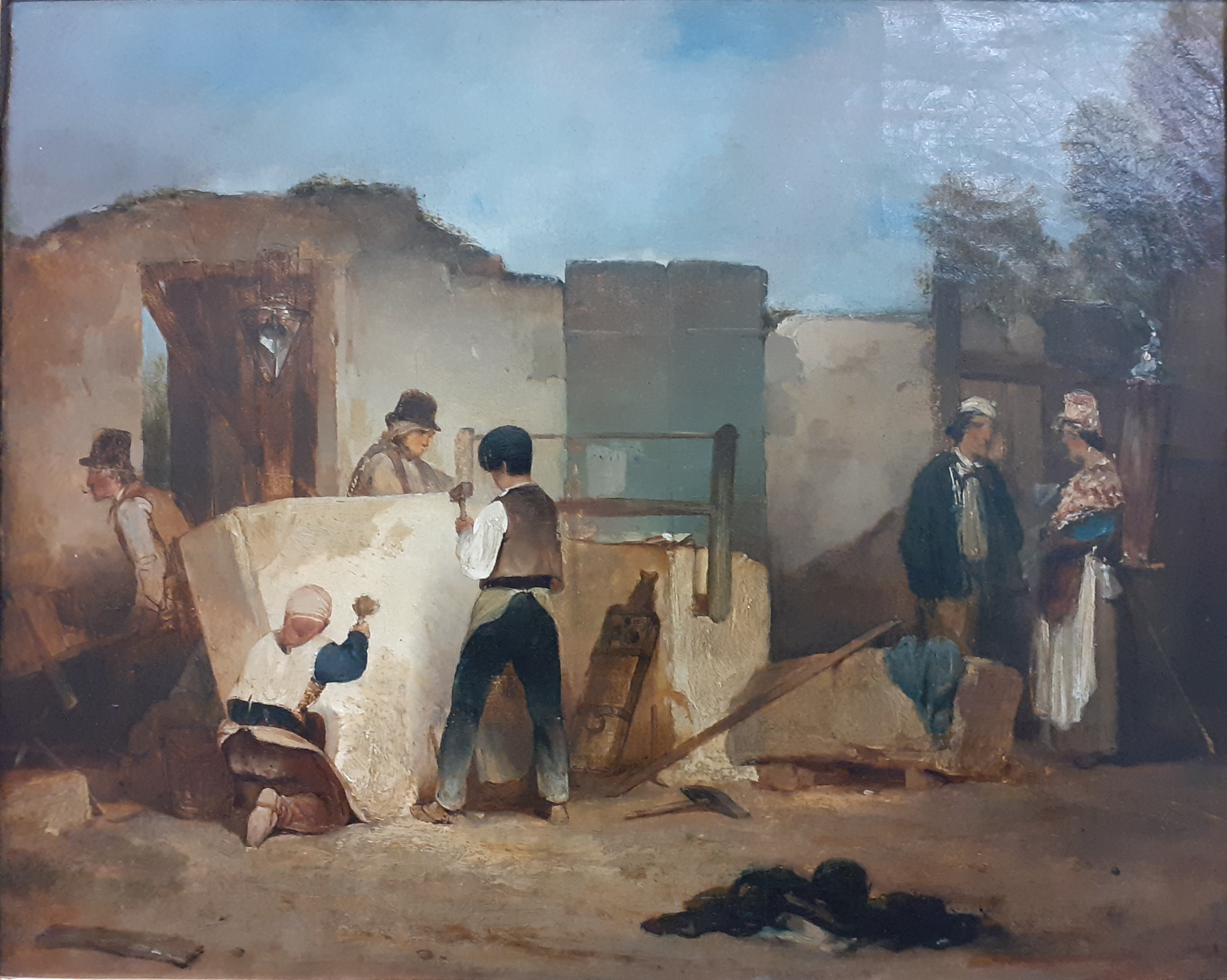
Les Tailleurs de pierre par Alexandre-Gabriel Decamps
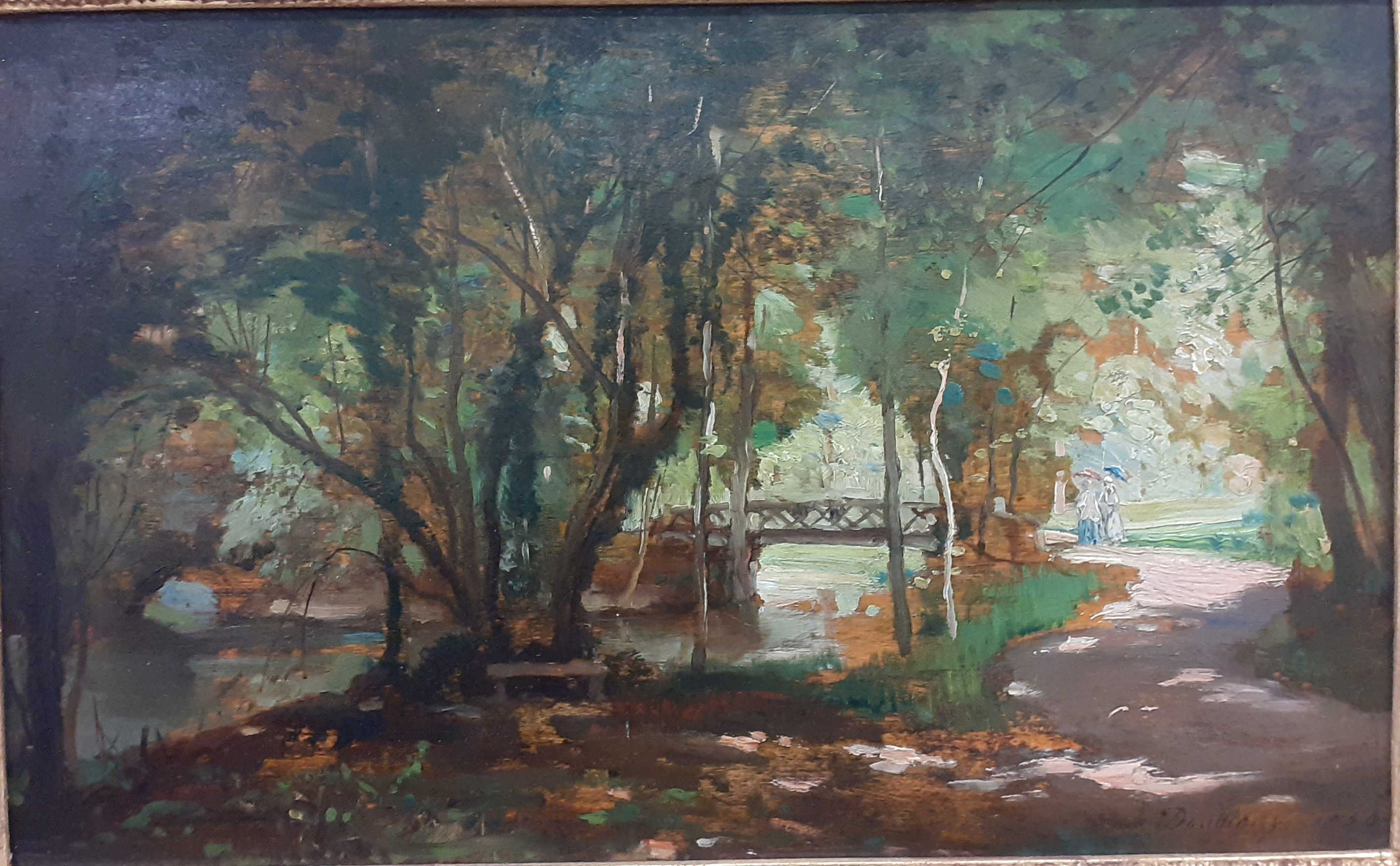
Pièce d'eau sous-bois par Charles-François Daubigny
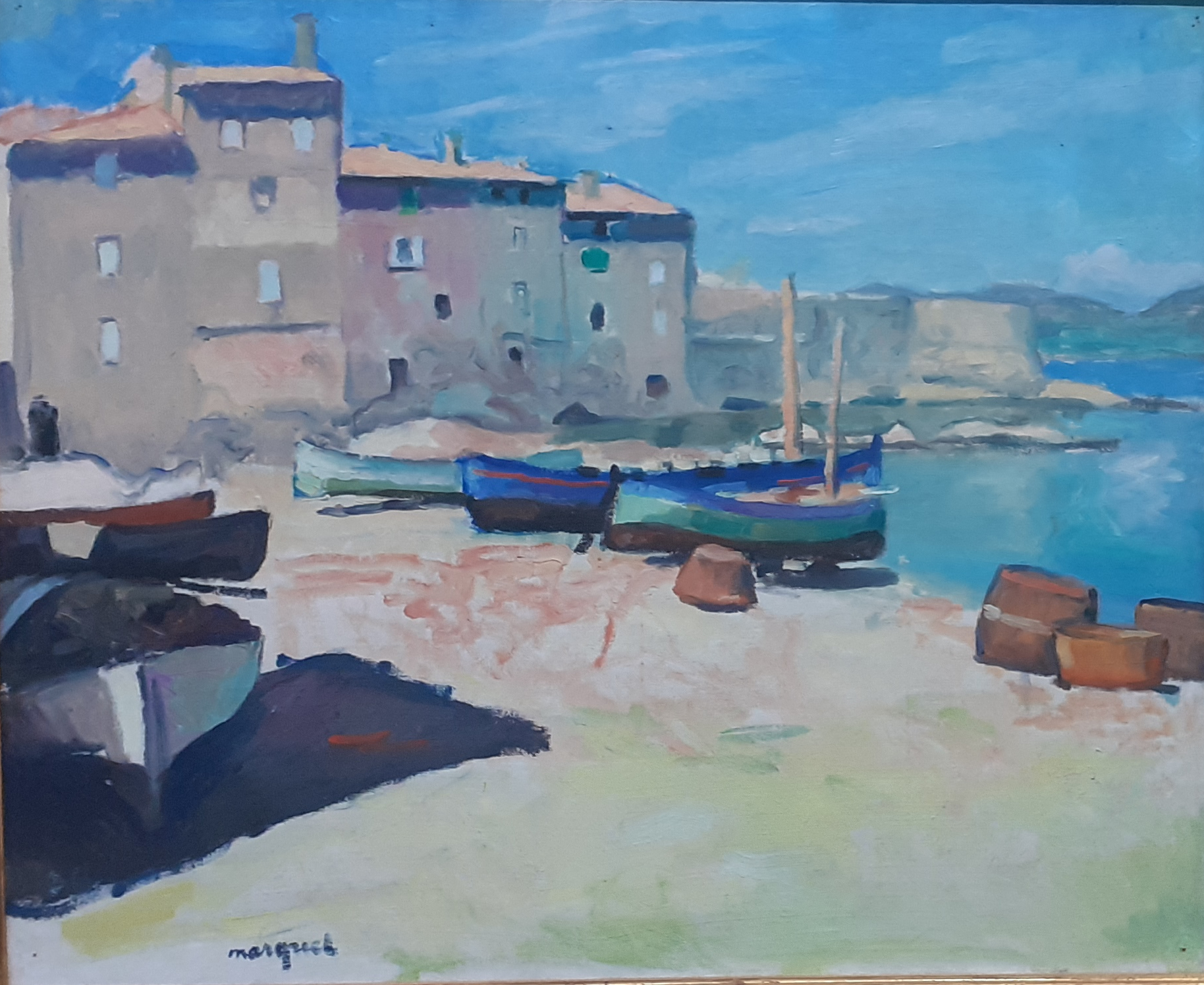
Le Port de la Ponche, Saint-Tropez par Albert Marquet